# After Tone
『After Tone』（アフター・トーン）は、岡村孝子の1作目のリミックス・アルバム。1987年11月25日発売。発売元はファンハウス（現・ソニー・ミュージックレーベルズ）。

## 解説
- オリジナルアルバム3枚ごとにリリースされる、リミックス・セレクション・アルバムの第1作。
- 1枚目のアルバム『夢の樹』（1985年10月14日発売）、2枚目のアルバム『私の中の微風』（1986年7月1日発売）、作品集『Andantino a tempo』（1987年2月4日発売）、3枚目のアルバム『liberté』（1987年7月5日発売）から12曲が選出された。
- リミックスは、エアー・スタジオ・モンセラットで行われた。「夢をあきらめないで」の人気もあり、岡村最大のロングセラーを記録した。歌詞カードには、四方淳子によるライナーノーツが掲載されている。
- アルバムのクレジット上は、Hiasa Yukio（日朝幸雄）の単独プロデュースとして記載されている。
- 通常は岡村・日朝の共同プロデュースで、本アルバムでも当初は同様であった。だが、初のリミックス・アルバムということで、従来のオリジナル・アルバムと方針を変えたサウンド作りに途中で自信が持てなくなった岡村がプロデューサー降板を申し出て、このような形となった。

## 収録曲
- 全曲作詞・作曲: 岡村孝子（Except M-2 作詞: 来生えつこ 、作曲: 来生たかお）

「※」印の楽曲がリミックスバージョンではなく、オリジナルバージョンで収録されている。
|    | 曲名                                                                       | 演奏時間 | 編曲               |
| 1  | 夏の日の午後                                                               | 4:52     | 田代修二           |
| 2  | はぐれそうな天使                                                           | 4:04     | 船山基紀           |
| 2  | 来生たかおの楽曲のカヴァー。ホンダ「トゥデイ」コマーシャルソング           |          |                    |
| 3  | 電車                                                                       | 5:24     | 萩田光雄           |
| 4※ | 見送るわ                                                                   | 5:33     | 田代修二           |
| 5※ | 美辞麗句                                                                   | 5:18     | 田代修二           |
| 6  | Baby,Baby                                                                  | 4:41     | 田代修二           |
| 7※ | 夢をあきらめないで                                                         | 4:39     | 田代修二           |
| 7※ | EX系『熱闘甲子園』挿入歌。2005年には映画『逆境ナイン』主題歌に起用された。 |          |                    |
| 8  | ピエロ                                                                     | 4:29     | 萩田光雄           |
| 9  | 風は海から                                                                 | 4:40     | 萩田光雄           |
| 9  | 岡村孝子としてのソロ・デビュー曲。FMヨコハマ「風は海から」テーマソング     |          |                    |
| 10 | リベルテ                                                                   | 5:07     | 田代修二           |
| 11 | 未知標                                                                     | 4:26     | 萩田光雄・田代修二 |
| 11 | 元は、あみんのデビュー曲「待つわ」のB面曲であった。                        |          |                    |
| 12 | 今日も眠れない                                                             | 4:22     | 萩田光雄           |

## 関連作品
- 夢の樹　　M-8・9
- 私の中の微風　　M-1・2・4・5・6・12
- Andantino a tempo　　M-7・11
- liberté　　M-3・7・10